# Google Shopping
Google Shopping (in precedenza noto come Google Product Search e, prima ancora, Froogle) è un motore di ricerca della società statunitense Google, Inc per i prodotti. Permette di confrontare i vari siti web di shopping online e cercare al loro interno oggetti da acquistare. Nel giugno 2017 la Commissione europea ha imposto una sanzione amministrativa di 2,42 miliardi di euro a carico di Google perché i risultati di acquisto erano ingiustamente classificati in base al ranking Google (abuso di posizione di posizione dominante come motore di ricerca).
È stato sviluppato da uno dei programmatori Google nel famoso 20% di tempo libero per i propri progetti e in cui poi Google ha visto le potenzialità ed ha quindi fatto continuare.

## Storia
Froogle esiste dal dicembre 2002 negli Stati Uniti, nel Regno Unito e in beta dal 2008 anche in Germania. [2] Nell'aprile 2007, il servizio Web era Froogle a Google Product rinominato, ora si chiama Google Shopping.

Logo
Logo di Froogle in beta

Sino alla primavera 2024 Google Shopping era anche presente tra le categorie di ricerca nell'app Google. Da allora il servizio è utilizzabile, mediante browser, all'indirizzo https://shopping.google.com.

## Funzionalità
L'utilizzo di Google Shopping è gratuito per gli acquirenti; è finanziato da Google Ads e dai pagamenti dei venditori per i clic sui loro prodotti. Originariamente, l'offerta era anche gratuita per i venditori, ma era del 13 febbraio 2013. [4]
Gli operatori possono inserire automaticamente i loro prodotti manualmente o utilizzando gli strumenti Product Listing Ads (PLA)[5][6]. In passato, i dati di Google Shopping consistevano in siti Web sottoposti a scansione automatica, simili al database di Google.
L'offerta non è un negozio online, offre solo funzioni di ricerca e confronto, nonché collegamenti alle pagine dei prodotti di altri negozi Internet.
Google Shopping consente agli utenti di navigare e confrontare prodotti attraverso:
- Ricerca e filtri: Opzioni avanzate di filtraggio permettono agli utenti di affinare le ricerche in base a prezzo, marca, valutazione e altro.
- Confronto prezzi: Google Shopping raccoglie dati da diversi rivenditori, aiutando gli utenti a trovare i prezzi migliori.
- Recensioni e valutazioni: Molti annunci includono valutazioni e recensioni dei prodotti, offrendo opinioni di altri acquirenti.

Google Shopping offre una serie di strumenti avanzati per supportare commercianti e inserzionisti nella gestione e promozione dei propri prodotti:
- Merchant Center: Google Merchant Center è una piattaforma essenziale per i commercianti che desiderano apparire su Google Shopping. Qui è possibile caricare e gestire i dati sui prodotti, come immagini, prezzi, disponibilità e descrizioni.
- Shopping Ads: Gli Shopping Ads sono annunci pubblicitari visibili nei risultati di ricerca di Google e nella scheda Shopping. Questi annunci vengono mostrati in base alle parole chiave utilizzate dagli utenti e includono informazioni essenziali, come immagini dei prodotti, prezzi e il nome del venditore. Grazie al modello pay-per-click (PPC), i commercianti pagano solo quando un utente clicca sull'annuncio.
- Schede gratuite: Introdotte nel 2020, le schede gratuite sono un'opzione per i commercianti che desiderano promuovere i loro prodotti senza investire in campagne a pagamento. I prodotti possono essere visualizzati nei risultati di ricerca Shopping, offrendo maggiore visibilità a costo zero. Questa funzionalità ha ampliato le opportunità di partecipazione anche per i piccoli commercianti che non hanno budget pubblicitari elevati.

## Disponibilità
Google Shopping è attualmente disponibile in 121 Paesi e territori. 